# Lista de lutas e rebeliões no Brasil
Lista de lutas e revoluções no Brasil em solo brasileiro ou que envolvem a soberania do país.

## Colônia (1500-1815)

### Século XVI

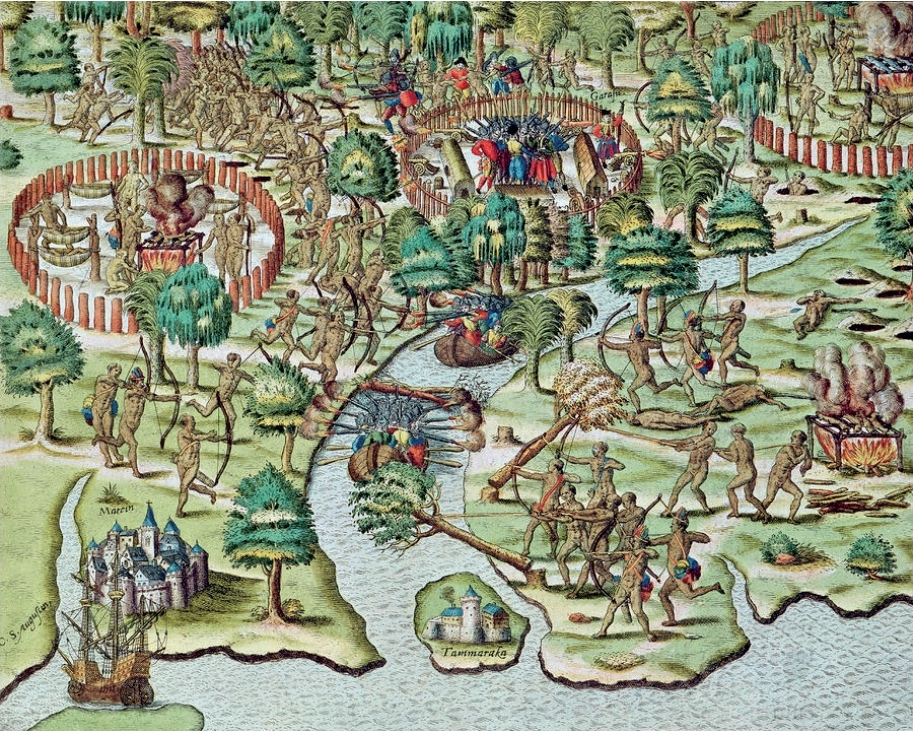
Ataque dos indígenas caetés à vila de Igarassu, em 1549. Gravura do livro Duas Viagens ao Brasil de Hans Staden.

- Guerra de Iguape - Disputa devido ao Tratado de Tordesilhas (1534-1536).
- Cerco de Igarassu - Ataque dos indígenas Caetés à vila Igarassu, Pernambuco (1548).
- Cerco de Piratininga - Revolta de Resistência indígena contra a presença de jesuítas, em São Paulo (1562)
- Confederação dos Tamoios - Revolta de sistêmica indígena contra os portugueses, no Rio de Janeiro e São Paulo (1556-1567).[1]
- França Antártica - Invasão e colonização francesa no Rio de Janeiro (1555-1570).
- Guerra dos Aimorés - Resistência dos indígenas Aimorés contra os portugueses, na Bahia (1555-1673).
- Guerra dos Bárbaros - Resistência de vários povos indígena contra os portugueses, na Paraíba e Rio Grande do Norte (1586-1599).
- Fort Saint Alexis - Invasão e colonização francesa no Ceará (1590-1603)
- Saque do Recife - Expedição de saque militar inglesa, em Pernambuco (1595).
- Guerra Luso-Holandesa - Guerra entre os portugueses e holandeses contra invasões holandesas em várias colônias lusitanas. (1595-1663).

### Século XVII

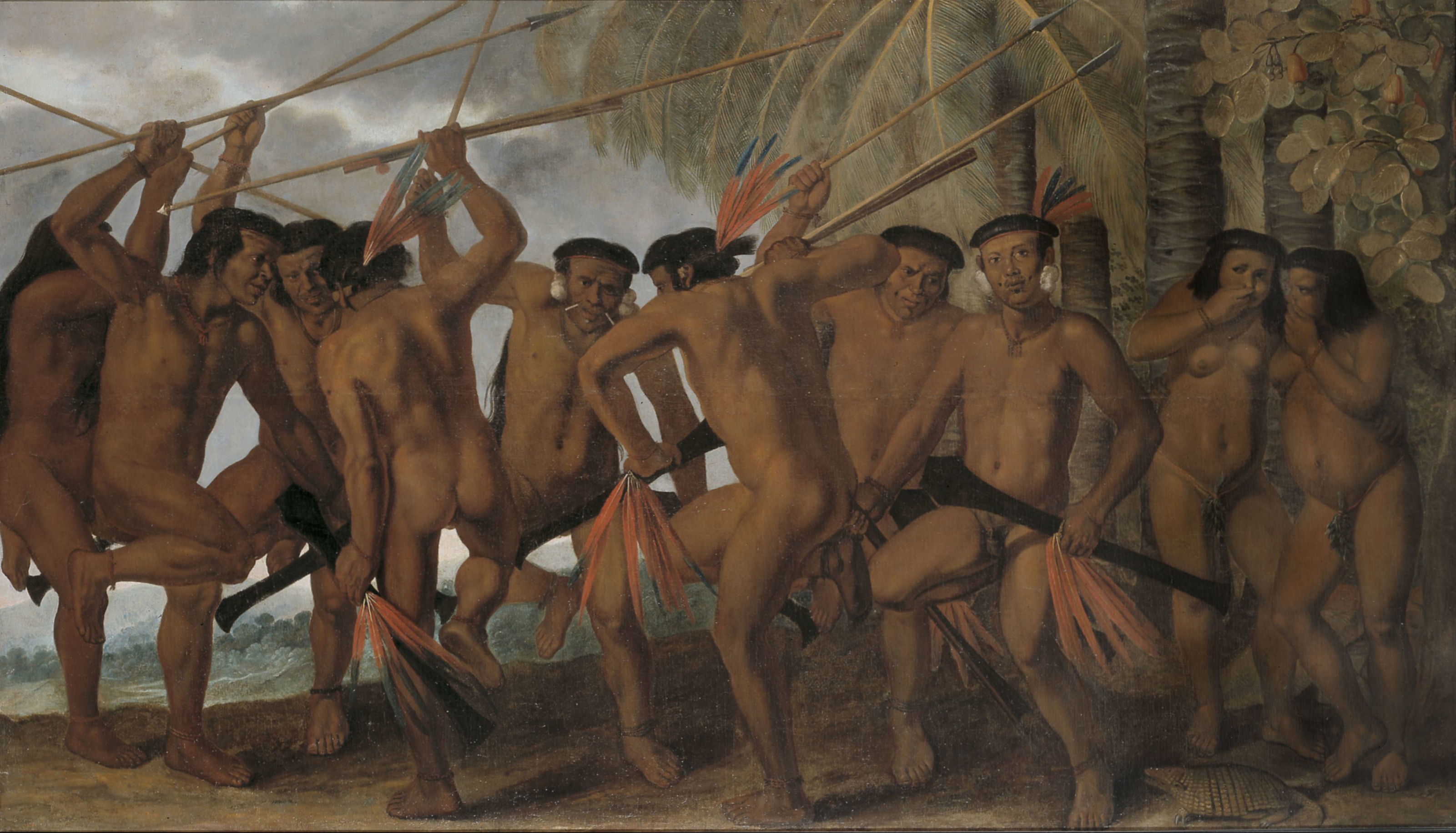
Os indígenas Tarairiús fizeram parte da Confederação dos Cariris, um dos maiores atos de resistência anticolonial indígena.

- Bandeirantes, bugreiros, entradas e bandeiras - expedições civis-militares de exploração e captura de indígenas (Séculos XVI e XVII).
- Guerra dos Palmares - Conflito de resistência africana no Quilombo dos Palmares contra os portugueses, em Alagoas e Pernambuco (1600 c.-1693).
- França Equinocial - Invasão e colonização francesa na cidade de São Luís, Maranhão (1612).
- Levante dos Tupinambás - Conflito de resistência dos Tupinambás contra portugueses, em Belém, no Pará (1617-1621)
- Invasões holandesas  - Invasão e colonização holandesa no nordeste brasileiro (1624-1654).[1]
- Revolta de Amador Bueno - Insurreição popular de espanhóis contra os portugueses, em São Paulo (1641).
- Insurreição Pernambucana - Rebelião lusitana contra o domínio holandês no Nordeste (1645-1654).
- República Cambressive - Revolta dos indígenas Potiguaras contra o governo lusitano, na Serra da Ibiapaba, Ceará (1654-1656).
- Revolta da Cachaça - Revolta dos fabricantes de cachaças contra os impostos excessivos, no Rio de Janeiro (1660-1661).
- Conjuração de Nosso Pai - Motim popular contra o governo lusitano após a expulsão holandesa, em Olinda e Recife, Pernambuco (1666).
- Revolução de Beckman - Revolta de comerciantes contra o governo lusitano, no Maranhão (1684-1685)  [2]
- Confederação dos Cariris - Resistência de diversos povos indígenas contra os portugueses e sesmeiros no Nordeste (1660-1713).

### Século XVIII
- Guerra dos Emboabas - Confrontro entre bandeirantes e portugueses pelo domínio das minas de ouro, em São Paulo e Minas Gerais (1707-1709).[2]
- Revolta do Sal - Revolta de comerciantes contra a legislação lusitana sobre o comércio de sal, em Santos, São Paulo (1710).
- Guerra dos Mascates - Confronto entre comerciantes e senhores de engenho pelo poder local, em Pernambuco (1710-1711).[1][2]
- Motins do Maneta - Motins contra o monopólio e impostos excessivos sobre o sal, em Salvador, Bahia (1711).
- Ataque da Vila Aquiraz - Ataque de resistência de vários povos indígenas e um dos ápicez da Confederação dos Cariris, no Ceará (1713).
- Guerrilha dos Muras - Resistência dos indígenas Muras contra os lusitanos, no Amazonas (1714-1786).
- Revolta de Felipe dos Santos - Revolta de mineradores contra política fiscal nas minas de ouro, em Minas Gerais (1720).[1][2]
- Guerra dos Manaós - Resistência dos indígenas Manaós contra os lusitanos, no Amazonas (1723-1728).
- Resistência Guaicuru - Resistência dos indígenas Guaicurus contra luso-espanhóis, no Mato Grosso do Sul, Goiás e Paraguai (1725-1744).
- Motim do Terço Velho - Motim de soldados contra os baixos soldos, em Salvador, Bahia (1728).
- Guerra Guaranítica - Resistência dos povos indígenas Guaranis contra os luso-espanhóis, na região Sul (1751-1756).
- Conspirações do Curvelo - Conspiração popular contra o governo colonial português e as reformas pombalinas, em Minas Gerais (1760-1763/1776).
- Inconfidência Mineira - Conspiração popular contra o governo colonial português e de caráter republicano, em Minas Gerais (1789).[1][2]
- Conjuração Carioca - Conspiração de intelectuais luso-brasileiros contra o governo colonial português e de caráter republicano, no Rio de Janeiro (1794-1795).
- Conjuração Baiana - Revolta contra o governo colonial lusitano, a escravidão e de caráter republicano (1798-1799).[1][2]

### Século XIX
- Conspiração dos Suassunas - Conspiração de senhores de engenho contra o governo colonial português e de caráter independentista, em Pernambuco (1801).
- Invasão da Guiana Francesa - Invasão e ocupação luso-brasileira da Guiana Francesa (1809-1817).

## Reino Unido de Portugal, Brasil e Algarves (1815-1822)

### Século XIX
- Incorporação da Cisplatina - invasão e anexação do Uruguai ao Brasil (1816)
- Revolução Pernambucana - revolta independentista e republicana, Pernambuco (1817)
- Revolução Liberal de 1821 - revolta independentista, Bahia e Pará (1821)
- Revolta de Escravos Constitucionalistas - revolta abolicionista, Minas Gerais (1821-1822)
- Independência da Bahia - revolta independentista, Bahia (1821-1823)
- Guerra da independência do Brasil - brasileiros contra militares legalistas portugueses, Bahia, Piauí, Maranhão, Pará e Uruguai (1822-1823)

## Império (1822-1889)

### Século XIX
- Confederação do Equador - revolta separatista, Nordeste (1823-1824) [3]
- Noite da agonia - fechamento do Congresso pelo Exército a mando do imperador (1823).
- Levante dos Periquitos - levante militar na Bahia (1824)
- Guerra da Cisplatina - Brasil contra Argentina e rebeldes uruguaios (1825-1828)
- Revolta dos Mercenários - mercenários contra Império do Brasil, Rio de Janeiro (1828)
- Noite das Garrafadas - insurreição popular e confronto entre brasileiros e portugueses, Rio de Janeiro (abril de 1831)
- Mata-Maroto - conflitos entre brasileiros e portugueses na Bahia (1831 - 1840)
- Cabanada - insurreição popular, Pernambuco e Alagoas (1832-1835)[3]
- Federação do Guanais - revolta separatista e republicana, Bahia (1832)
- Revolta do Ano da Fumaça - Minas Gerais (1833)
- Revolta de Carrancas - insurreição de escravizados, Minas Gerais (1833)
- A Rusga - revolta entre conservadores (queriam manter o império) e republicanos, Mato Grosso (1834)
- Cabanagem - insurreição popular, Pará (1835-1840)
- Revolta dos Malês - insurreição religiosa, Bahia (1835)
- Revolução Farroupilha - revolta separatista e republicana, Rio Grande do Sul (1835-1845)[3]
- Sabinada - insurreição popular, Bahia (1837-1838)[3]
- Balaiada - insurreição popular, Maranhão (1838-1841)[3]
- Revoltas Liberais - revolta liberal, São Paulo e Minas Gerais (1842)
- Revolta dos Lisos - revolta liberal, Alagoas (1844)
- Motim do Fecha-Fecha - Pernambuco (1844)
- Motim do Mata-Mata - Pernambuco (1847-1848)
- Insurreição Praieira - revolta liberal e republicana, Pernambuco (1848-1850)[3]
- Guerra contra Oribe e Rosas - Brasil, Uruguai e rebeldes argentinos contra Argentina (1850-1852)
- Revolta do Ronco de Abelha - Nordeste (1851-1854)
- Levante dos Marimbondos - Pernambuco (1852)
- Revolta da Fazenda Ibicaba - São Paulo (1857)
- Motim da Carne sem Osso - insurreição popular, Bahia (1858)
- Guerra contra Aguirre - Brasil e rebeldes uruguaios contra Uruguai (1864-1865)
- Guerra do Paraguai - Brasil, Argentina e Uruguai contra Paraguai (1865-1870)
- Revolta dos Muckers - insurreição popular-messiânica, Rio Grande do Sul (1868-1874)
- Revolta do Quebra-Quilos - insurreição popular, Nordeste (1874-1875)
- Revolta dos Rasga-listas - insurreição popular, Nordeste e Sudeste (1875-1876)[4]
- Revolta do Vintém - insurreição popular, Rio de Janeiro (1880)
- Revolta do Vintém - insurreição popular, Curitiba (1883)
- Proclamação de 15 de novembro - golpe militar que encerrou o regime monárquico e proclamou a república, Rio de Janeiro (1889)

## República

### Século XIX

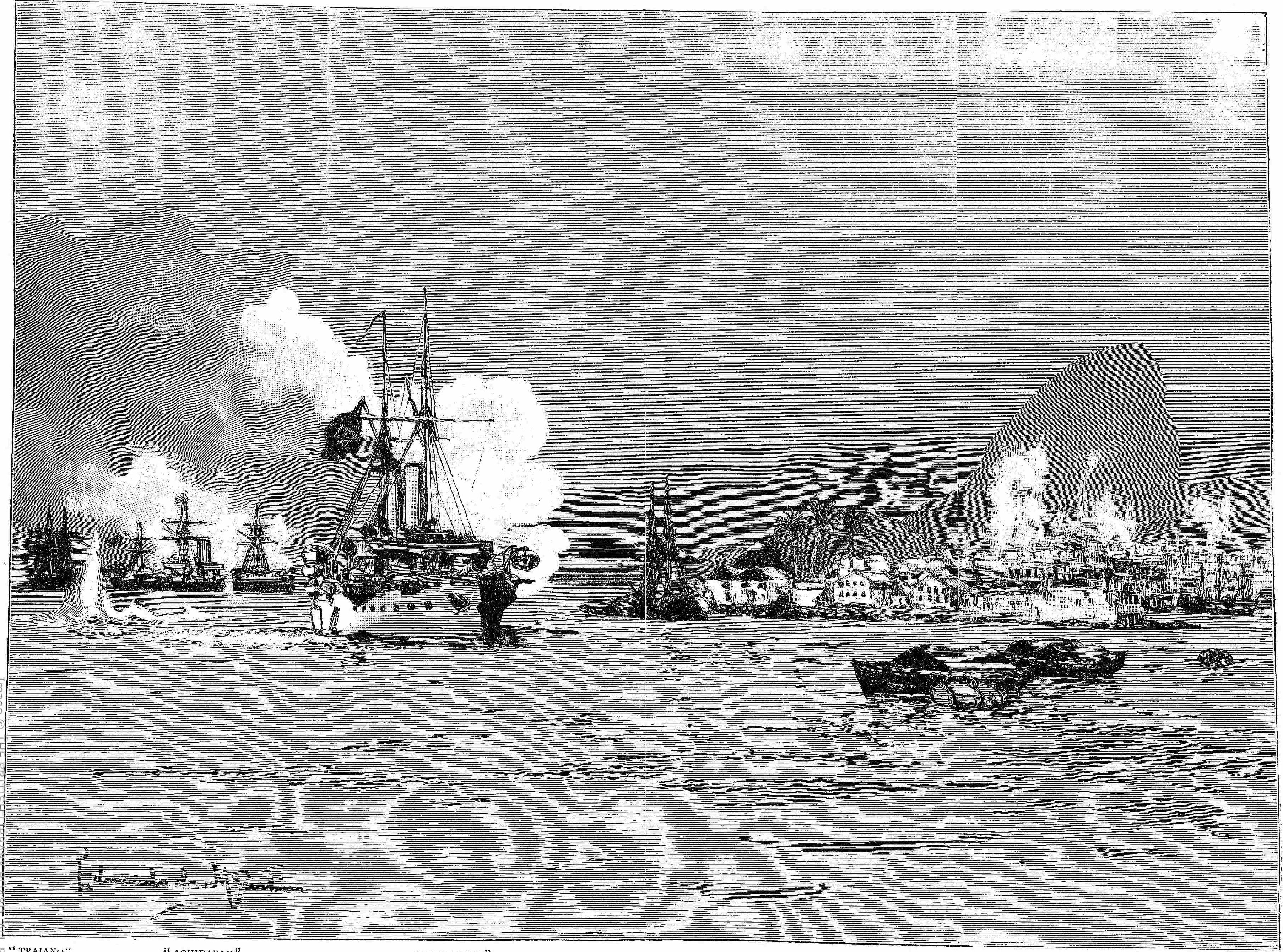
Revolta da Armada: vista geral da Baía de Guanabara durante o primeiro bombardeio da cidade do Rio de Janeiro pelas forças rebeldes comandadas pelo Marechal Custódio de Mello (desenho de Edoardo de Martino publicado na edição de 14 de outubro de 1893 do jornal The Graphic).

- Revoltas de soldados contra a República, Rio de Janeiro, Mato Grosso e Santa Catarina (1889)[5]
- Golpe de Três de Novembro - fechamento do Congresso pelo Exército a mando do presidente (1891).
- Revolta dos Colonos (Caxias do Sul) - levante popular, Rio Grande do Sul (1891, 1892).
- Primeira Revolta da Armada - reação militar ao golpe de Deodoro (1891).[6]
- Levante deodorista da Fortaleza de Santa Cruz - revolta militar (1892).[7]
- Primeira revolta de Boa Vista - conflito político, Goiás (1892).
- Bombardeio de Porto Alegre pela canhoneira Marajó - repercussão militar do conflito político no Rio Grande do Sul (1892).[8]
- Revolta de Triunfo - conflito político, Pernambuco (1892–1893).[9]
- Conflitos pelo governo de Mato Grosso - conflitos políticos/coronelísticos (1892, 1899, 1901, 1916).[10]
- Revolução Federalista - guerra civil, Rio Grande do Sul (1893-1895).[11]
- Segunda Revolta da Armada - revolta militar, Rio de Janeiro (1893-1894).[6]
- República de Cunani - insurreição popular-separatista, Amapá (1895-1900).
- Guerra de Canudos - insurreição popular-messiânica, Bahia (1896-1897).[11]
- Revolução Acriana - guerra pela independência e anexação do Acre ao Brasil, contra a Bolívia (1898-1903).

### Século XX

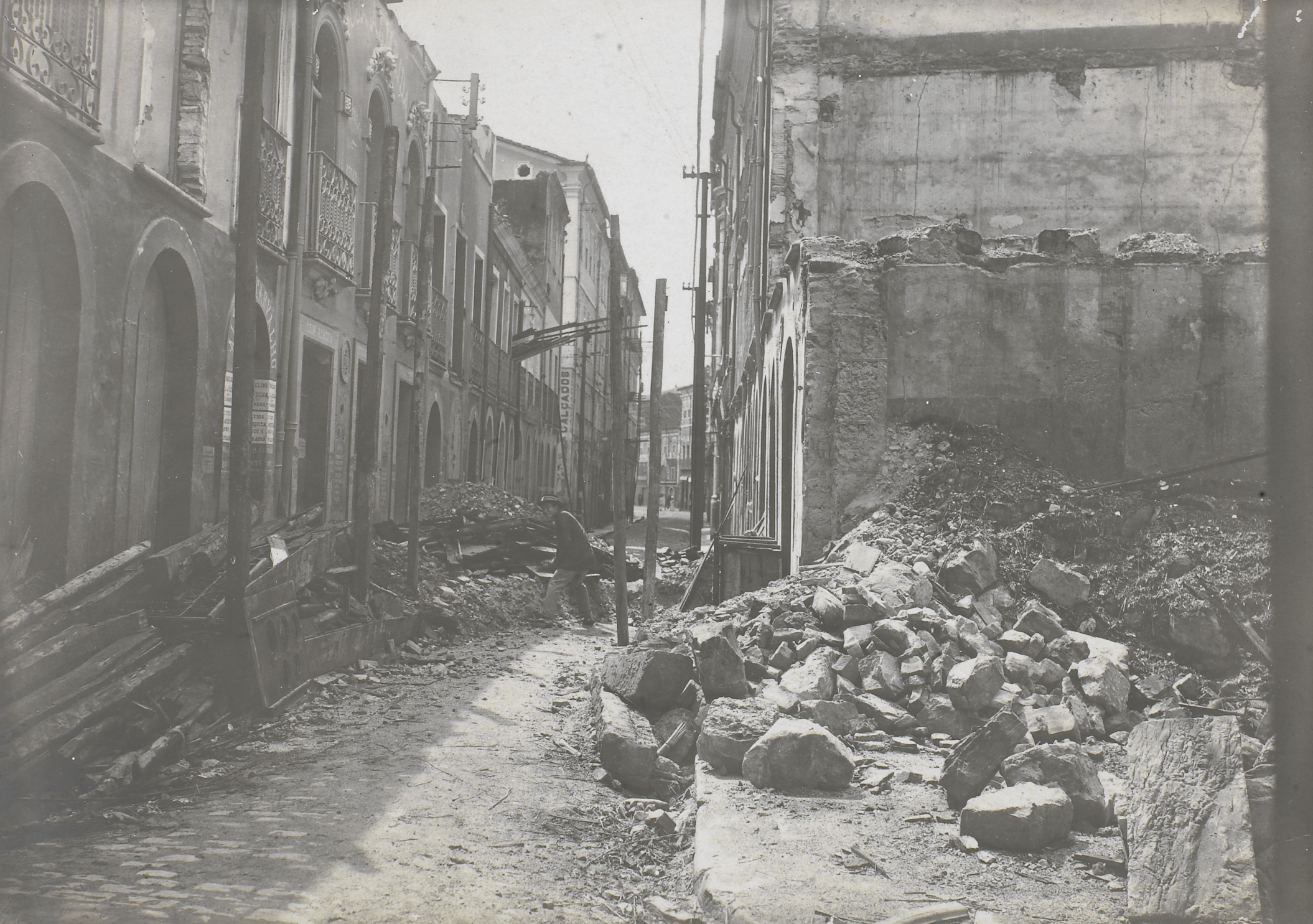
Rua de Salvador bombardeada pelo governo federal em 1912

- Levantes pró-emancipação do Sul de Mato Grosso - revoltas regionalistas (1901, 1911).[12]
- Revolta de Ribeirãozinho - levante monarquista, São Paulo (1902).
- Incidente de Nuevo Iquitos - conflito fronteiriço com o Peru (1904).[13]
- Revolta da Vacina - insurreição popular, Rio de Janeiro (1904).[11]
- Revolta de Fausto Cardoso - conflito político, Sergipe (1906).[14]
- Segunda revolta de Boa Vista - conflito político, Goiás (1907-1909).
- Bombardeio de Manaus - intervenção de forças federais, Amazonas (1910).
- Revolta da Chibata - revolta militar, Rio de Janeiro (1910).[11]
- Revolta do Batalhão Naval - revolta militar, Rio de Janeiro (1910).[15]
- Bombardeio de Salvador - intervenção de forças federais, Bahia (1912).
- Guerra do Contestado - insurreição popular-messiânica, Santa Catarina e Paraná (1912-1916).[11]
- Levantes militares em Mato Grosso (1912 e 1921).[16]
- Sedição de Juazeiro - insurreição política, Ceará (1914).[11]
- Revolta do 16º Grupo de Artilharia a Cavalo - revolta de baixas patentes militares, Rio Grande do Sul (1915).[17]
- Revolta dos sargentos - revolta militar, Rio de Janeiro (1915).[18]
- Revolta do Xandoca - conflito político, Espírito Santo (1916).[19]
- Insurreição anarquista de 1918 - rebelião política, Rio de Janeiro (1918).
- Levante Sertanejo - insurreição dos coronéis contra o governo do Estado da Bahia, Bahia (1919-1930).[carece de fontes?]
- Revolta dos 18 do Forte - primeira revolta do movimento tenentista, Rio de Janeiro (1922).
- Revolta tenentista em Mato Grosso (1922).[16]
- Revolução de 1923 - conflito político, Rio Grande do Sul (1923).
- Revolta Paulista de 1924 - revolta militar tenentista, São Paulo, posteriormente Mato Grosso[16] e Paraná (1924-1925).[20]
- Revolução de 1924 em Sergipe - revolta militar tenentista, Sergipe (1924).[21]
- Revolta do 10º Regimento de Cavalaria Independente - revolta militar tenentista, Mato Grosso (1924).[16]
- Comuna de Manaus - revolta militar tenentista, Amazonas (1924).
- Revolta do 26.º Batalhão de Caçadores - revolta militar tenentista, Pará (1924).
- Coluna Prestes - revolta militar tenentista (1924-1927).
- Revolta do couraçado São Paulo - revolta militar tenentista, Rio de Janeiro (1924).[22]
- Assalto ao quartel do 3º Regimento de Infantaria - revolta militar tenentista, Rio de Janeiro (1925).[22]
- Revolta tenentista no Rio Grande do Sul (1926-1927).[23]
- Levante do Batalhão de Caçadores de Aracaju - revolta militar tenentista, Sergipe (1926).[22]
- Revolta de Princesa - insurreição política local/coronelista, Paraíba (1930).
- Revolução de 1930 - golpe de Estado civil-militar (1930).
- Sublevação da Força Pública de São Paulo (1931).[24]
- Sublevação do 21º Batalhão de Caçadores - revolta militar, Pernambuco (1931).[24]
- Revolução Constitucionalista - guerra civil, São Paulo, Estado de Maracaju (atual Mato Grosso do Sul), Rio Grande do Sul[25] e Pará[26] (1932).
- Intentona Comunista - insurreição comunista, Rio de Janeiro, Pernambuco e Rio Grande do Norte (1935).
- Incidente no posto indígena Catarina Paraguaçú - rescaldo da Intentona Comunista, Bahia (1936).[27]
- Caldeirão de Santa Cruz do Deserto - movimento messiânico que surgiu nas terras no Crato, Ceará (1937).
- Estado Novo - golpe de Estado (1937).
- Intentona Integralista - insurreição integralista, Rio de Janeiro (1938).
- Conflito fronteiriço entre Minas Gerais e Espírito Santo (fase mais intensa de 1942 a 1948).[28]
- Força Expedicionária Brasileira na Segunda Guerra Mundial - Itália (1943-1945).

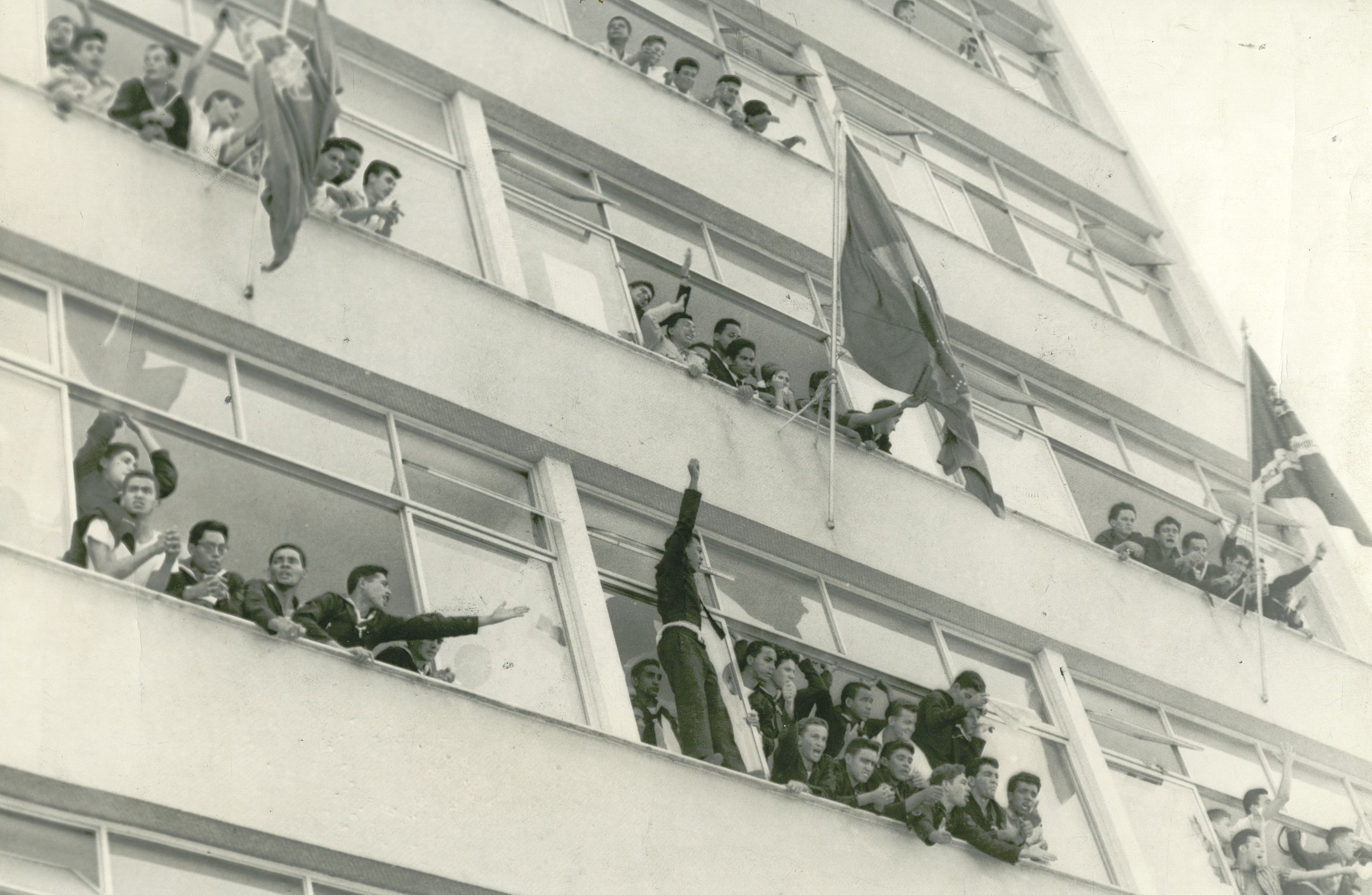
Marinheiros rebelados em 1964

- Deposição de Getúlio Vargas - golpe de Estado civil-militar (1945).
- Revolta do Quebra-Milho - levante popular, Paraná (1947).
- Movimento de 11 de Novembro - contragolpe ou golpe militar preventivo, Rio de Janeiro (1955).
- Revolta de Jacareacanga - revolta militar, Pará (1956).
- Revolta dos Colonos - levante popular, Paraná (1957).
- Revolta de Aragarças - revolta militar, Goiás (1959).
- Revolta das Barcas - levante popular, Niterói (1959).
- Campanha da Legalidade - crise político-militar (1961).
- Revolta dos sargentos - revolta militar, Brasília (1963).
- Revolta dos Marinheiros - motim militar, Rio de Janeiro (1964).
- Golpe militar de 1964 - golpe de Estado civil-militar (1964).
- Luta armada - guerrilha urbana e rural (1965-1972).
- Operação Power Pack (como aliado dos EUA) (1965).
- Guerrilha do Araguaia (1967 -1974).
- Revolta dos Perdidos (1976).
- Operação Traíra (como aliado da Colômbia) (1991).

### Século XXI
Ver: lista de conflitos envolvendo o Brasil

### Citações
1. 1 2 3 4 5 6  «Movimentos sociais no Brasil - Período Colonial». UOL Vestibular. Consultado em 5 de outubro de 2016
2. 1 2 3 4 5 6  Antonio Gasparetto Junior. «Revoltas do Período Colonial Brasileiro». Donato, Hernâni. Dicionário das batalhas brasileiras. São Paulo: Ibrasa, 1987. Consultado em 5 outubro de 2016
3. 1 2 3 4 5 6  «Movimentos sociais no Brasil - Período Imperial». UOL Vestibular. Consultado em 5 de outubro de 2016
4. ↑  Mendes 1999.
5. ↑  Castro 2004.
6. 1 2  Lourençato 2006.
7. ↑  Donato 1987, p. 157.
8. ↑  Donato 1987, pp. 157-158.
9. ↑  Hoffnagel 2010.
10. ↑  Franco 2014.
11. 1 2 3 4 5 6  «Movimentos sociais no Brasil - Período Republicanol». UOL Vestibular. Consultado em 5 de outubro de 2016
12. ↑  Donato 1987, p. 164.
13. ↑  Donato 1987, p. 166.
14. ↑  Britto, Marques & Santos 2019.
15. ↑  Donato 1987, p. 169.
16. 1 2 3 4  Souza 2018.
17. ↑  Salomão 2021.
18. ↑  Salomão 2019.
19. ↑  Bou-Habib Filho 2007.
20. ↑  Bordim 2014.
21. ↑  Maynard 2008.
22. 1 2 3  Donato 1987, p. 177.
23. ↑  Donato 1987, p. 181.
24. 1 2  Donato 1987, p. 185.
25. ↑  Trombini & Laroque 2018.
26. ↑  Oliveira 2012.
27. ↑  Donato 1987, p. 495.
28. ↑  Estado de Minas, 25 de maio de 2013.